# Yakiri Rubio
Yakiri Rubí Rubio Aupart (Ciudad de México, 13 de abril de 1993) es una activista, feminista y política mexicana. En el año 2015 se postuló como candidata a diputada local por el distrito IX a la Asamblea Legislativa del Distrito Federal por el Partido Movimiento Ciudadano.

## Biografía
Yakiri es hija de José Luis Rubio Figueroa e hija adoptiva de Marina Beltrán García. Ella y su familia residen en el Barrio de Tepito en la Colonia Morelos. En su tiempo libre ha participado junto a sus padres en el combate contra la violencia, mediante el proyecto de baile Salsabroson Tepis Company. También participó en el Foro Viral 13, un espacio que promueve distintas actividades culturales, deportivas y artísticas como estrategia en la prevención de adicciones y delincuencia.
El 9 de diciembre de 2013 fue víctima de violación, secuestro e intento de feminicidio en el hotel Alcázar, ubicado en la Colonia Doctores. La activista, quién repelió la agresión, logró herir a uno de los atacantes causando su deceso, por el cual fue acusada de homicidio y permaneció encarcelada del 17 de diciembre de 2013 hasta el 5 de marzo de 2014.
Actualmente es Co Fundadora Socia de la Organización Voces Humanizando la Justicia A.C. OSC que defiende a víctimas del delito en México. www.voceshj.org, se dedica a impartir talleres de defensa personal y talleres de prevención de violencia, perspectiva de género, así como temas con enfoque en derechos humanos.

## Violación
La tarde del lunes 9 de diciembre de 2013, Yakiri Rubio se dirigía de su trabajo a encontrarse con su pareja, cuando dos hombres, los hermanos Miguel Ángel Anaya y Luis Omar Anaya la obligaron a subir a su motocicleta y posteriormente la llevaron a un hotel para golpearla y violarla.

“Me empezaron a molestar un par de tipos que iban a bordo de una moto. Me decían: ‘Adiós flaquita’, ‘Amiga: te llevamos’. No les hice caso y seguí caminando. De pronto uno de ellos se había bajado de la moto y ya venía muy cerca de mí, insistiendo. Entonces me abrazó y me dijo: ‘¡Ni la hagas del pedo: Ya chingaste a tu madre!’, al tiempo que me aprisionaba con un cuchillo (…) Me llevaron a un hotel muy cercano (…) Cuando entramos, él saludó al administrador muy familiarmente y sin problemas, le dijo: ‘¿Qué tranza, carnal?’. -‘Ya sabes a dónde’-, le contestó el encargado (…)Y así sin pagar ni hacer ningún trámite, me subió a un cuarto que estaba abierto. Enseguida llegó el hermano y entonces ambos empezaron a golpearme y atacarme”.

Consumado el ataque sexual, Miguel Ángel Anaya intentó matarla. En el forcejeo, la feminista logró herir a su agresor en el cuello con el cuchillo que Miguel Ángel portaba, quien, una vez herido, salió del lugar, se encontró con su hermano y murió desangrado en su domicilio a los pocos minutos.
Yakiri salió del lugar de los hechos, y pidió ayuda a una patrulla, misma que la llevó a la agencia 50 del Ministerio Público, ubicado muy cerca del hotel donde fue violada. A los pocos minutos, Luis Omar Anaya, hermano del agresor llegó para acusar a Yakiri Rubí de homicidio calificado en contra de su hermano Miguel Anaya. La mujer fue detenida y acusada de asesinato la misma noche, posteriormente fue trasladada al Centro Femenil de Readaptación Social Santa Martha Acatitla. por lo que fue recluida en el penal de Santa Martha Acatitla y, después de denunciar múltiples amenazas por familiares de sus agresores (quienes cumplían una condena en el mismo penal), fue trasladada a Tepepan
En marzo de 2014 logró salir de prisión luego de que la Quinta Sala Penal del Tribunal Superior de Justicia del Distrito Federal (TSJDF) consideró que Yakiri hizo uso excesivo de la legítima defensa, y tenía derecho a salir bajo fianza.